# ستيج فرود هنريكسن
ستيج فرود هنريكسن (بالنرويجية البوكمول: Stig Frode Henriksen)‏ هو منتج أفلام وكاتب وكاتب سيناريو وممثل نرويجي، ولد في 1975 في النرويج.

## أعمال

### أفلام
- (2009) ثلج ميت
- (2014) ريد ضد ديد

## وصلات خارجية
- ستيج فرود هنريكسن على موقع IMDb (الإنجليزية)
- ستيج فرود هنريكسن على موقع ألو سيني (الفرنسية)
- ستيج فرود هنريكسن على موقع أول موفي (الإنجليزية)
- ستيج فرود هنريكسن على موقع قاعدة بيانات الأفلام السويدية (السويدية)
- ستيج فرود هنريكسن على موقع قاعدة بيانات الفيلم (الإنجليزية)
- ستيج فرود هنريكسن على موقع كينوبويسك (الروسية)